# 愛藤寺城
愛藤寺城（あいとうじじょう）は、熊本県上益城郡山都町にあった日本の城。別名矢部城ともいう。
阿蘇氏は、阿蘇の南郷谷より浜町に居館「浜の館」を移し、川の対岸・小高い丘に詰めの城として岩尾城を築いた（現在の通潤橋が架かっている左岸側）が、地形的な制約から、防御力の更に強い城が別に必要であった。
緑川と千滝川に挟まれ、津留の緑川海運とつながる白糸の道は、有明海の緑川河口近くにある重要な港湾「川尻」とつながるもので、当時は重要であった。この城は、津留と浜町と結ぶその延長線上にあり、南の守りと、北から攻められた時に逃げ込む城としての役目もあったと考えられる。
近くには「津留が淵道」と呼ぶ「古道」があり、江戸時代には、河川を改修して、山間部で採れた米を川尻経由で大阪まで運んでいたという。

## 概要
愛藤寺城は阿蘇氏によって白糸台地の南端に築かれた山城である。小西行長によって近世城に改築され、さらに加藤清正の修築を受けた。目下のところ熊本県におけるクルス瓦（キリシタン瓦）の唯一の出土地点として知られている。
城地は昭和46年(1971年)11月25日に山都町指定史跡となり、クルス瓦は同49年(1974年)1月14日に山都町指定文化財になった。

## 構造
愛藤寺城は、白糸台地の末端部、緑川と千滝川の峡谷に挟まれた狭隘な台地上にある、3つの尾根にまたがるよう位置している。北から南に向けて緩やかな弧を描きつつ、ところどころに尾根が突き出しながら総延長約560メートルにわたり城域が拡がっている。その三日月状をなす城域の中央付近から西へ突き出る尾根によって同城の縄張は、一見するとあたかも北西に頭を向けて両翼を大きく広げた鶴のようでもある。
城域の中央には旧登城口と重なるように林道が南北に貫いており、南北どちらからも160メートルほど入り込んだ辺りでややまとまった平坦地が存在し、城郭の主要部分とみなされる。この平坦地には南北それぞれに高さ数メートルの小丘陵が存在し、北を伝二の丸、南を伝本丸、伝本丸より西へ突き出る尾根を伝三の丸とする連郭式の体をなすが、これまでに行われた調査の結果、伝二の丸丘陵の方が標高も高く、面積も広いことが判明し、本丸と二の丸との位置関係は本来逆であったとみられる。伝本丸の北麓には井戸があり、昭和の中頃までは水を湛えていたというが、現在はほとんど埋め戻されて痕跡をとどめるのみとなっている。
一方、城内から大小の石を出土することで石垣の存在はかねてより示唆されていたが、平成19年（2008年）、大雨による土砂災害で埋もれていた石垣の一部が発見され、その残存が確認された。同22年（2010年）の調査によって、その分布は伝本丸から伝三の丸にかけてのほかに、城域最北端の通路東に隣接する小丘陵でも確認されており、その付近の旧地名「城門」と併せて高楼の存在を窺わせている。
石材は安山岩だがかなり硬質で、加工痕跡を留める石材はきわめて少ないものの、矢を用いた割石を積み上げており、隅石には算木積みを用いている。
現状での出土遺物は瓦が主で、県内唯一のクルス瓦のほか、巴紋の軒丸瓦などが出土している。クルス瓦はこれまでに4点の追加出土をみているが、やはりその出土は同城内に限られている。ただし分布域は石垣検出部全域に拡散する形となっており、2次利用の可能性が高い。

## 歴史
愛藤寺城の起源は貞応元年（1222年）、阿蘇大宮司阿蘇惟次が天台宗系寺院の愛藤寺を移転させた跡地に城を築いた事によると伝えられる。以後、阿蘇氏が城を管理していた。
文正元年（1466年）、肥後国守護菊池為邦に破れた阿蘇惟忠が同城へ立て篭っている。
天正13年（1585年）、薩摩島津氏の来襲により、攻め落とされ、矢部から阿蘇氏の有力な拠点が無くなった。
天正16年（1588年）5月、肥後国南半の大守として、小西行長(キリシタン大名)が入国すると、行長は同城を近世城へ改築し、関西出身の家臣・結城弥平次を城代に置いた。行長及び弥平次はキリシタンとして知られており、城内より出土したクルス瓦はこの時期の所産とみられる。熊本県においては、他に出土例がない点で重要な出土品である。
慶長5年（1600年）の関ヶ原の戦いにおける行長の没落に伴い、同城は加藤清正の所有するところとなった。清正は城郭を大規模に修築し、三重の天守を建て、長尾安右衛門善政（豊前守とも）続いて加藤万兵衛正直を城代に置いた。
慶長17年（1612年）、宇土城・水俣城とともに破却された。破却後の部材の一部は熊本城へ運ばれたという伝承が残されている。

### 破却後の状況
廃城後は荒蕪地となり、その後城下の集落が北へ移動したこともあって長く放置されていた。
元の地形を留めているが、現在は私有地となり、畑、茶の木や栗などが植えられており、保存状況は良くない。
近年、山都町教育委員会の手により発掘調査が行われ、報告書が作成された。
道から見える北側の谷に、高い石垣の名残が見られるが、草が生い茂っている。また、道横に面した一部斜面は土砂が崩壊している。
緑川を挟んだ対岸、目丸や目丸山付近からは、台地全体と城のあった位置が良く見える。周囲は河川がえぐった深い谷＝天然の要害に囲まれた位置にあり、中世城の立地特徴が分かりやすい。